# Celypha striana
Celypha striana là một loài bướm đêm thuộc họ Tortricidae. Nó là loài điển hình of its genus Celypha.
Nó được tìm thấy ở châu Âu. Sải cánh dài 16–22 mm. Con trưởng thành bay từ cuối tháng 5 đến cuối tháng 9. .
Ấu trùng ăn Taraxacum officinale.

## Hình ảnh

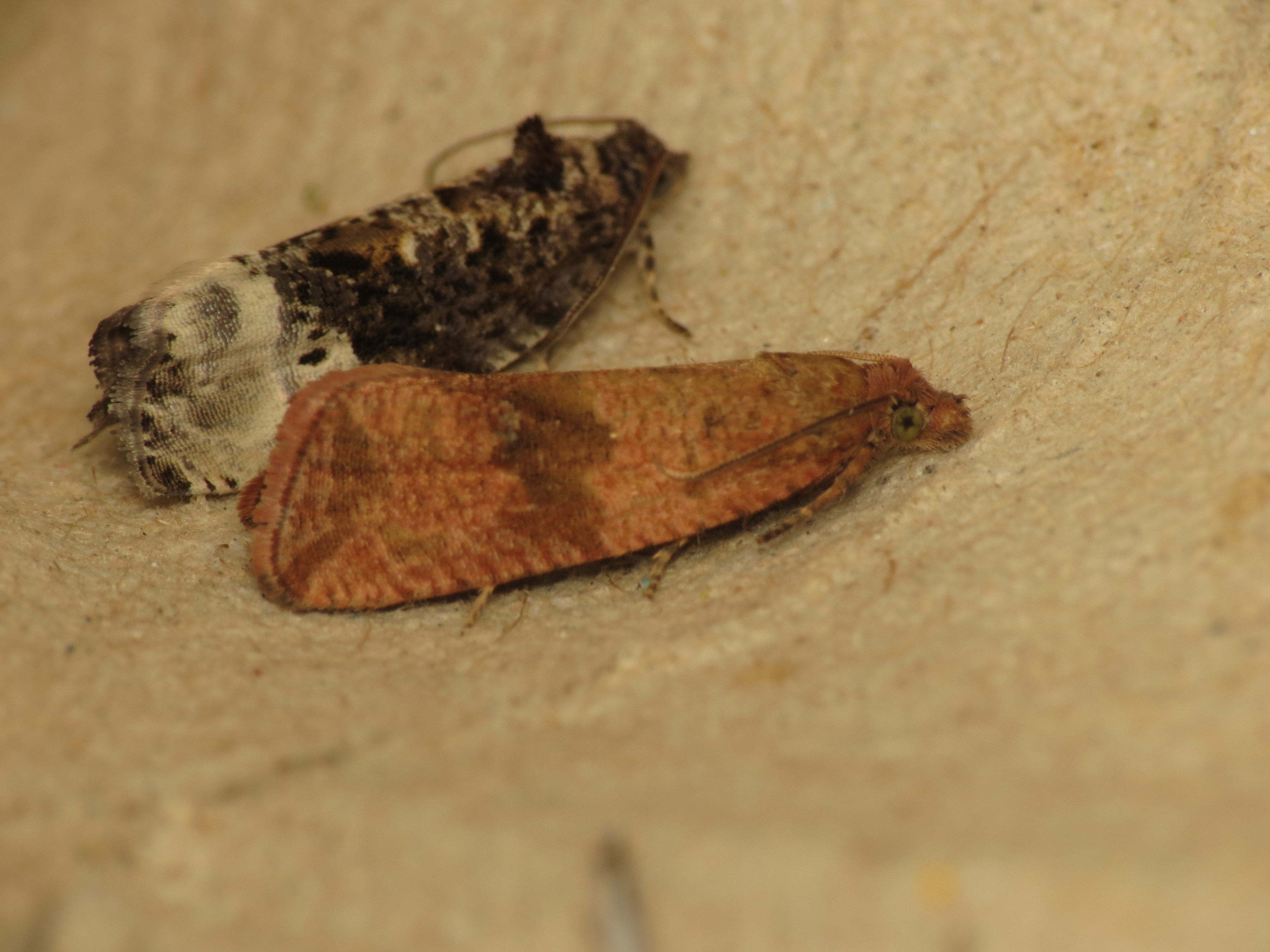
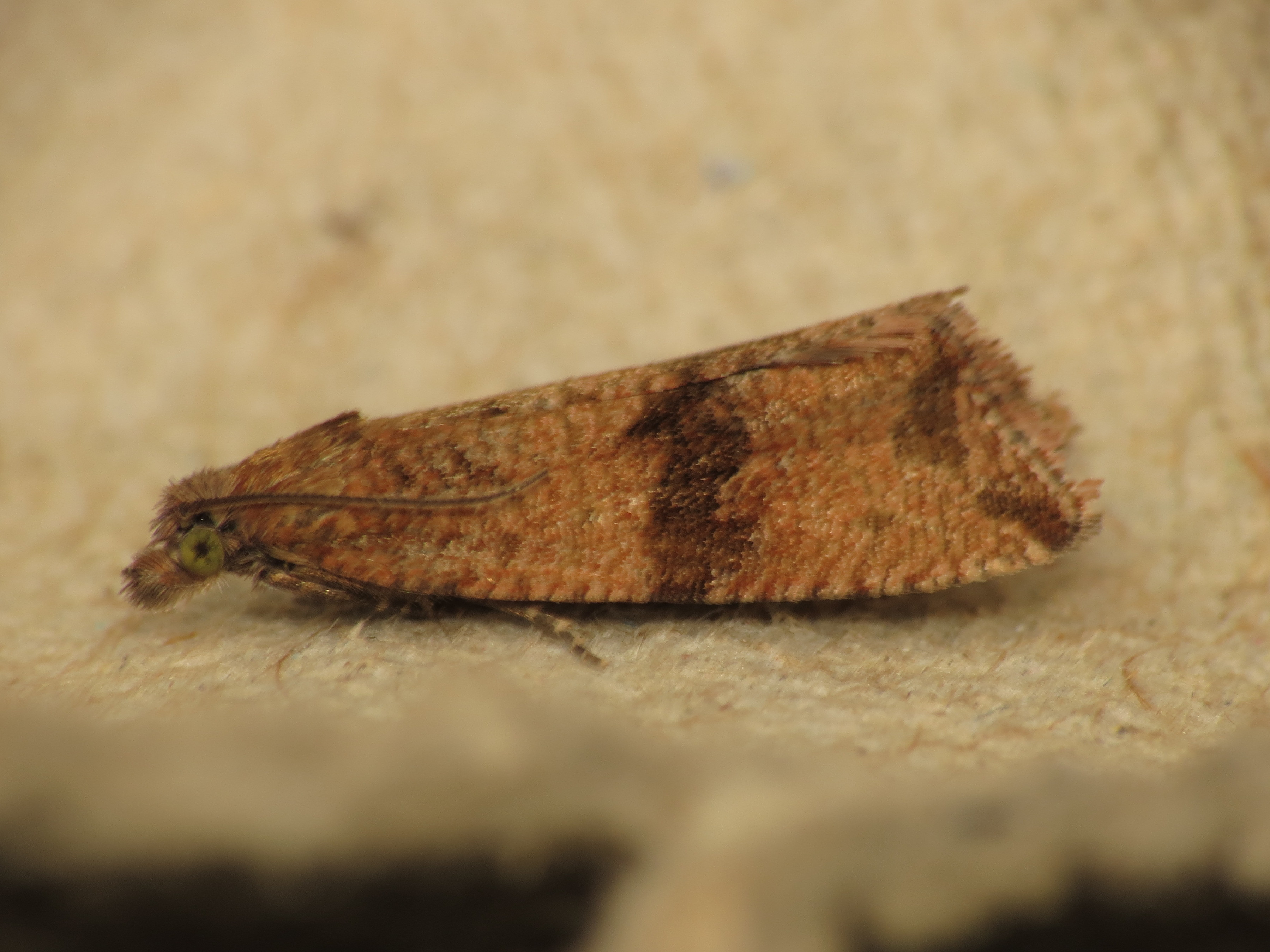
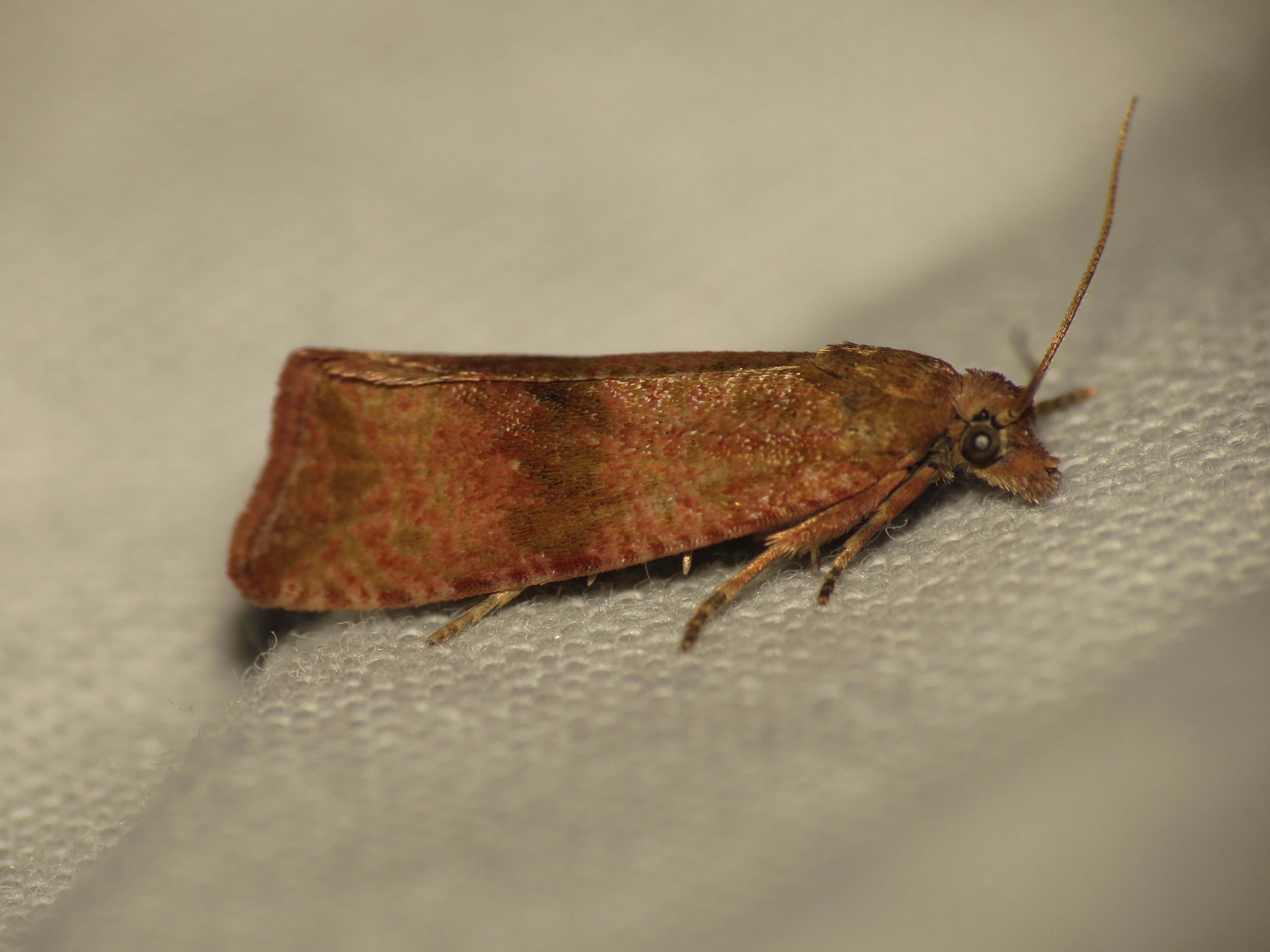
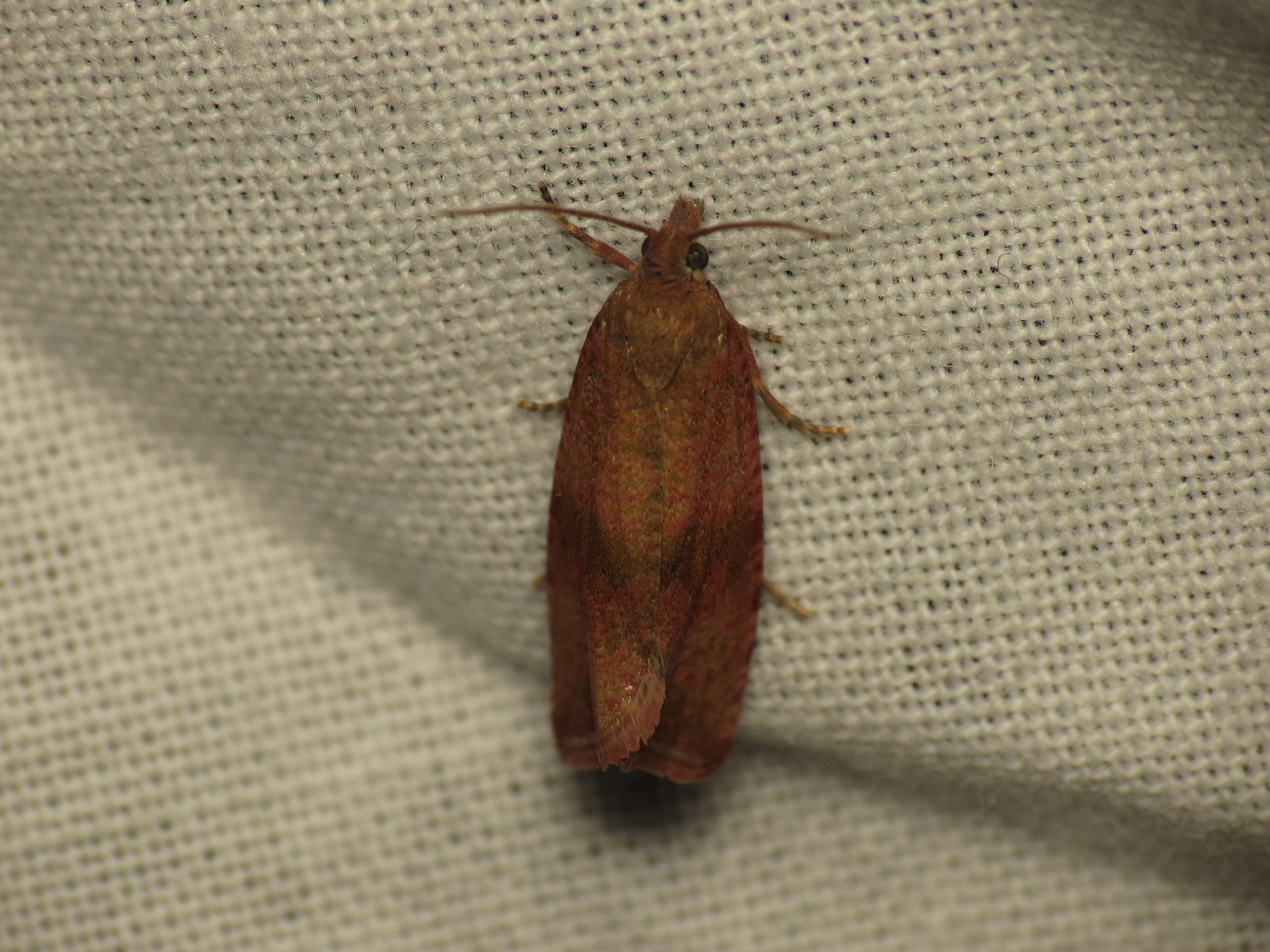